# Đền Đức Hiền
Đền Đức Hiền (tiếng Trung: 德賢祠; Hán-Việt: Đức Hiền Từ) là một công trình thờ tự tín ngưỡng của Trung Hoa Dân Quốc, tọa lạc ở vị trí giáp ranh giữa quận Đại Khê, thành phố Đào Viên và quận Tam Hạp, thành phố Tân Bắc. Đây là một trong số ít những ngôi miếu Cô nương trong văn hóa Đài Loan, nhằm thờ cúng linh hồn đã khuất của những thiếu nữ chưa lập gia đình, đồng thời là một thắng cảnh tại địa phương. Đền thờ vị Thục Nữ Đức Hiền Mẫu (tiếng Trung: 淑女德賢媽) hay còn được gọi một cách đơn giản là Đức Hiền Thánh Mẫu, được tin là vị nữ thần kết chỉ se duyên nam nữ chốn nhân gian.

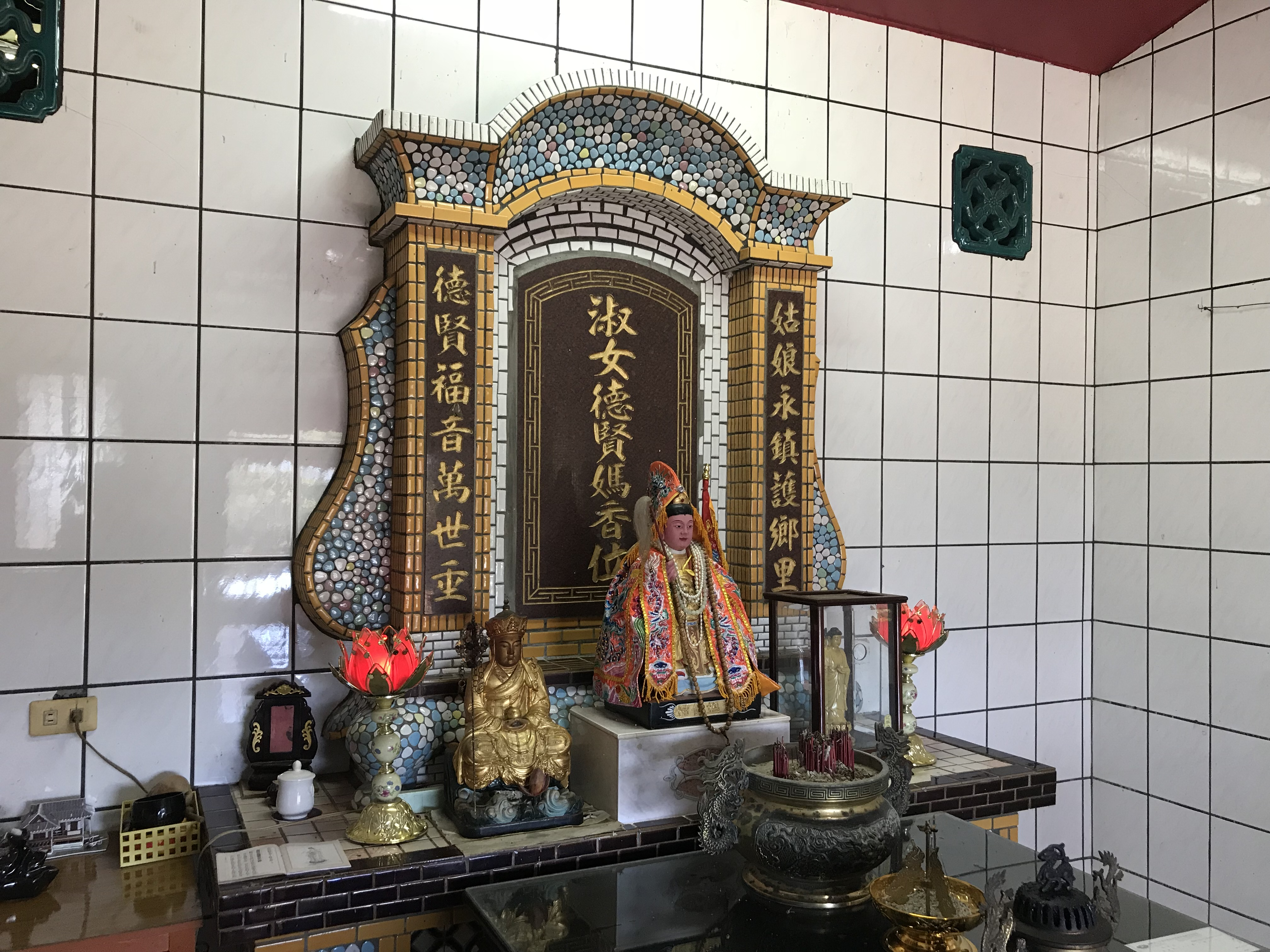
Đức Hiền Mẫu

Theo lời kể khắc trên bia đá trước cổng đền, vào cuối thời nhà Thanh có ông nông dân nghèo trồng trà ở trấn Đại Khê đã nhận nuôi một bé gái mồ côi cha mẹ. Bé gái càng lớn càng xinh đẹp, hết lòng hiếu thảo với người cha nuôi, sớm hôm tảo tần giúp đỡ ông trong việc đồng áng. Bởi lao lực quá sức đã khiến cô lâm bệnh nặng rồi qua đời khi còn rất trẻ, lại thêm gia cảnh bần hàn khiến người cha không thể an táng cô một cách tử tế. Chủ đồn điền trà tỏ lòng thương, cho phép chôn cất cô một cách qua loa trên mảnh đất hoang sau vườn trà, không có lấy một tấm bia mộ hay kỷ vật gì đánh dấu. Hàng thập kỷ sau, một người chủ đất khác tên là Hoàng A Trư đã tình cờ đào trúng phần đất chôn cất cô lên, nay chỉ còn là nắm xương tàn. Được những người dân biết chuyện năm xưa kể lại, ông ta hoảng sợ, vội an táng tử tế và khấn vái cầu an, kỳ lạ thay mọi chuyện tai ương trong nhà đều trôi qua êm đẹp. Ông cho dựng nên một miếu thờ trên một ngọn đồi gần vị trí tái an táng, và từ đó cô gái ấy được dân trong vùng kính cẩn thờ phụng, tôn làm Thánh Mẫu.
Gần 70 năm sau đó, Quốc quân Trung Hoa Dân Quốc đã trưng thu khu đất xung quanh miếu làm kho chứa vũ khí, riêng bản thân ngôi miếu Đức Hiền Thánh Mẫu vẫn được giữ an toàn và sạch sẽ trước áp lực của người dân Đại Khê. Các hoạt động lễ cúng và cầu phúc vẫn diễn ra bình thường trong ngôi miếu, và một số tín đồ đã quyên góp kinh phí để mở rộng miếu thành một ngôi đền thờ khang trang có diện mạo như ngày nay. Người ta đã xây những bậc thang bằng đá nối từ chân đồi lên đền, và đứng từ thềm điện có thể nhìn toàn cảnh một vùng hồ nước và núi đồi xanh tươi trước mắt. Hủ tục xưa của Đài Loan không cho phép thờ cúng bài vị những người phụ nữ chưa chồng trong nhà từ đường, đặc biệt là những cô gái trẻ, ngôi đền này vì vậy còn đại diện cho lòng nhân đạo và sự cảm thông cho phận nữ nhi. Những tín đồ đến đây chủ yếu là nữ giới và thường cầu xin Thánh Mẫu tìm giúp họ bạn đời cũng bắt nguồn từ nguyên do trên.
Đức Hiền Thánh Mẫu từng được điện ảnh hóa trong một phần của bộ phim truyền hình dài tập theo thể loại dân gian truyền kỳ, có tựa Hí thuyết Đài Loan (戲說台灣), phát sóng trên kênh SET Taiwan từ ngày 12 đến 16 tháng 1 năm 2004. Trong phần phim này, nhân vật Thánh Mẫu do nữ diễn viên Trần Tâm Dư thủ vai.